# 二肋商鞅介
二肋商鞅介（学名：Shungyangella bicostata）为半花介科商鞅介屬下的一个种。